# Dworzec Saint-Lazare (obraz Claude’a Moneta)
Dworzec Saint-Lazare lub Pociągi na dworcu Saint-Lazare (fr. La Gare Saint-Lazare) – obraz namalowany przez Claude’a Moneta w 1877 roku. Obecnie znajduje się w Fogg Museum w Cambridge (Stany Zjednoczone).
W 1877 roku, dzięki pomocy finansowej Gustave’a Caillebotte’a Monet wynajął mieszkanie w okolicy dworca Saint-Lazare, by móc skupić się na jego malowaniu. Już wcześniej znał to miejsce, gdyż była to końcowa stacja linii kolejowej z Argenteuil, gdzie wówczas mieszkał. Sam dworzec stał się w tym czasie chętnie podejmowanym tematem, oprócz prac Moneta pojawia się na również obrazach Caillebotte’a i Maneta. Monet poświęcił mu bardzo dużo pracy, wykonując w 1877 roku cykl liczący aż 12 płócien, z czego 7 zostało zaprezentowanych na trzeciej wystawie impresjonistów w tym samym roku.
Obraz przedstawia pociągi na dworcu i wznoszące się nad nimi obłoki pary. Kontrast między lekkością pary a masą maszyn, w połączeniu z atmosferą tajemniczości związaną z podróżami i ciągłym ruchem panującym na dworcu był tym, co w największym stopniu fascynowało twórców w tamtym czasie.